# لکاک
لکاک (به انگلیسی: Lacock) یک روستا و محله مدنی در بریتانیا است که در ویلتشر واقع شده‌است. لکاک ۱٬۱۵۹ نفر جمعیت دارد.